# إيمانويل أوسي كوفور
إيمانويل أوسي كوفور (بالإنجليزية: Emmanuel Osei Kuffour)‏ (6 أبريل 1976 غانا - ) هو لاعب كرة قدم غاني، يلعب كمهاجم، شارك في كأس الأمم الأفريقية 1998.

## روابط خارجية
- إيمانويل أوسي كوفور على موقع الاتحاد الدولي (مؤرشف)  (الإنجليزية)
- إيمانويل أوسي كوفور على موقع قاعدة بيانات كرة القدم.إي يو (الإنجليزية)
- إيمانويل أوسي كوفور على موقع ناشيونال فوتبول تيمز (الإنجليزية)
- إيمانويل أوسي كوفور على موقع أوليمبيديا (الإنجليزية)